# Andrej Klinar
Andrej Klinar, slovenski alpski smučar, * 5. februar 1942, Jesenice, † 5. april 2011, Bled. 
Klinar je za Jugoslavijo nastopil na Zimskih olimpijskih igrah 1964 in 1968.
V Innsbrucku je v smuku osvojil 55., v veleslalomu pa 45. mesto. V slalomu je izpadel že v prvem teku.
V Grenoblu je v smuku končal na 41. mestu, v veleslalomu je bil 52., v slalomu pa se ni prebil iz kvalifikacij.